# Miedes de Atienza
Miedes de Atienza település Spanyolországban, Guadalajara tartományban. Miedes de Atienza Bañuelos, Romanillos de Atienza, Atienza, La Miñosa, Prádena de Atienza, Ujados, Hijes és Retortillo de Soria községekkel határos. Lakosainak száma 59 fő (2024).

## Népesség
A település népessége az utóbbi években az alábbiak szerint változott:
| Lakosok száma | 97   | 103  | 91   | 87   | 83   | 67   | 64   | 59   | 54   | 59   |
|               | 2001 | 2004 | 2006 | 2009 | 2011 | 2014 | 2016 | 2019 | 2021 | 2024 |